# تحالف الحركات الجمهورية الأوروبية
تحالف الحركات الجمهورية الأوروبية (AERM) هو مجموعة من الحركات الجمهورية من جميع أنحاء أوروبا. تم إنشاؤه في ستوكهولم في يونيو 2010، بعد زواج ولية العهد السويدية فيكتوريا ودانيال ويستلينغ. هدف تحالف الحركات الجمهورية الأوروبية هو توفير شبكة من الحركات الجمهورية بين الأحزاب في جميع البلدان الأوروبية التي لها ملكًا كرئيس للدولة ، من أجل تبادل المعلومات والموارد والأفكار وتقديم المساعدة المتبادلة. ومع ذلك ، ستحتفظ كل منظمة عضو بحملاتها الوطنية المستقلة ، بالنظر إلى وضعها السياسي والدستوري المحدد.
يوجد حاليا اثنا عشر مملكة متبقية في أوروبا. يضم التحالف منظمات أعضاء في سبعة منها: بلجيكا والدنمارك وهولندا والنرويج وإسبانيا والسويد والمملكة المتحدة. احتج التحالف ضد زفاف الأمير البريطاني ويليام وكاترين ميدلتون في 29 أبريل 2011 في لندن، ويعتزم الاجتماع كل عام بعد ذلك.